# Клайдбанк
Клайдбанк (англ. Clydebank, скотс Clidbaunk, гэльск. Bruaich Chluaidh) — город в Шотландии в округе Уэст-Данбартоншир. Расположен на северном берегу реки Клайд. Граничит с Глазго и Дамбартоном. Входит в состав городского района Большое Глазго. Население города — более 26 тысяч человек.

## История
Клайдбанк расположен в границах средневекового королевства Стратклайд, владений мормэра Леннокса и прихода Олд Килпатрик (XII век) на северном реки Клайд. Существует местная легенда, согласно которой в деревне Олд Килпатрик родился святой Патрик, покровитель Ирландии.
Через город проходит часть вала Антонина. В 2008 году вал Антонина был включён в список всемирного наследия ЮНЕСКО.
До 1870 года территории современного Клайдбанка были в основном сельскими с преобладанием сельскохозяйственного производства; также были небольшие горнодобывающие производства (уголь, известняк, базальт), несколько бумагоделательных и ткацких фабрик и небольшие шлюпочные верфи.

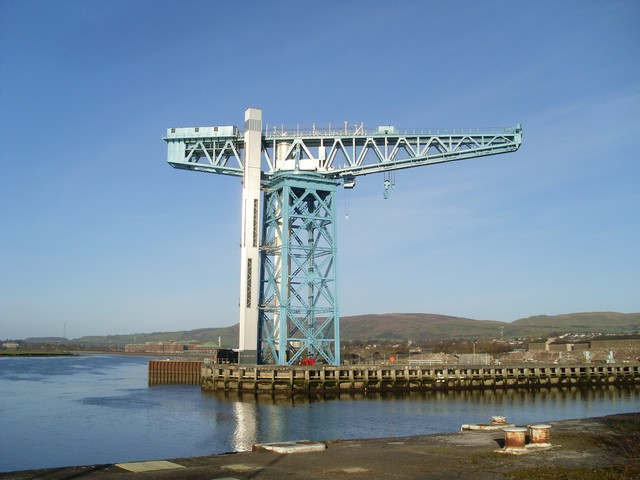
Судостроительный кран Titan Clydebank

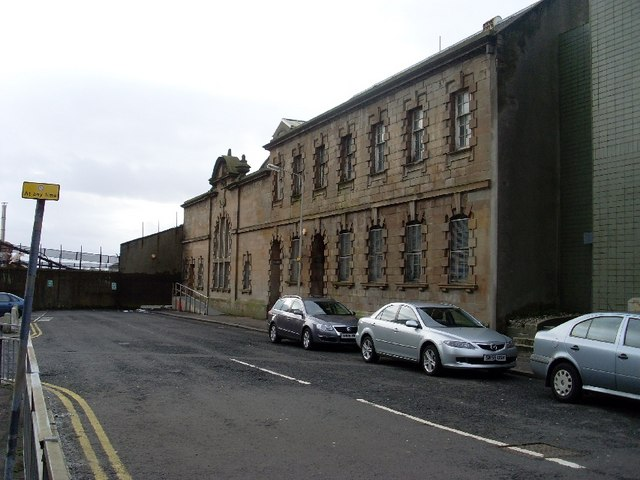
Бассейн на Брюс-стрит был открыт в 1932 году и стал одним из немногих зданий города, не разрушенных бомбардировками 1941 года. В нём ранее размещались русские и турецкие бани, прачечная и массажный кабинет

В начале 1870-х годов с ростом торговли и промышленности в близлежащем Глазго потребовались дополнительные пристани и верфи. 1 мая 1871 года компания James & George Thomson начала строительство верфи в районе Клайдбанка. Рабочих верфи привозили и увозили на колёсном пароходе (пассажирские пароходы широко использовались для путешествий по реке Клайд до второй половины XX века). Впоследствии для оптимизации транспортных издержек судостроительная компания построила жильё для рабочих верфи. Эти первые дома для рабочих получили неофициальное название «строения Томсона» (Thomson’s Buildings) по имени судостроительной компании. С ростом верфи росло и количество жилых зданий вокруг неё. Также появилась школа, большой ангар (служивший столовой), общинный центр и две церкви. К 1880 году в городке вокруг верфи жило около двух тысяч человек. В 1882 году к верфи была проложена железная дорога из Глазго (Glasgow, Yoker and Clydebank Railway). В 1890-е годы была проложена ещё одна железнодорожная ветка (Lanarkshire and Dunbartonshire Railway). С 1882 по 1884 год мануфактурная компания «Зингер» построила большую фабрику по производству швейных машин в Килбауи, в 800 метрах к северу от верфи Клайдбанка. В 1886 году местное население составило петицию о присвоении территории статуса самоуправляемого города (англ. police burgh) на основании того, что это было «населённое место». Петиция была удовлетворена, и новый город получил название в честь верфи — Клайдбанк.
13 и 14 марта 1941 года бомбардировщики Люфтваффе атаковали Клайдбанк. Эти события известны в истории как Блиц Клайдбанка. Были разрушены большинство домов, местные верфи, нефтехранилище и фабрика швейных машин «Зингер». Погибло около 1200 человек, около 1000 человек получили серьёзные ранения. Из примерно 12 тысяч домов четыре тысячи были полностью разрушены, четыре с половиной тысячи серьёзно повреждены и только восемь домов оказались неповреждёнными от бомбардировок. Более 35 тысяч человек остались без крова.
В 1965—1967 годах судостроительная компания John Brown & Company построила на верфи Клайдбанка океанский лайнер «RMS Queen Elizabeth 2».
В 1980 году в городе закрылась фабрика «Зингер». Позднее на её месте был построен бизнес-парк (Clydebank Business Park).
Верфь Клайдбанка, на которой были построены лайнеры «Ниагара», «Лузитания», «Куин Мэри», «Куин Элизабет», «Куин Элизабет 2», линейный крейсер «HMS Hood» и многие другие корабли и суда, была закрыта в 2000 году. В XXI веке старые верфи города и, в частности, большой судостроительный кран Titan Clydebank, являются туристической достопримечательностью.

## География
Клайдбанк находится в западной части Среднешотландской низменности на северном берегу реки Клайд. Является частью конурбации Большое Глазго и находится в 10,5 км к северо-западу от центра Глазго. Хотя именно Клайдбанк является крупнейшим городом округа Уэст-Данбартоншир, административным центром округа является Дамбартон, который находится в 11 километрах к северо-западу от Клайдбанка.

## Политика
В начале XX века город ассоциировался с шотландским социалистическим движением, в которое входили рабочие с верфей реки Клайд, после чего появился термин «Красный Клайдсайд».
В марте—апреле 1911 года 11 тысяч рабочих крупнейшей фабрики «Зингер» объявили забастовку, протестуя против ухудшения условий труда. 10 апреля забастовку прекратили, после чего «Зингер» уволил 400 рабочих фабрики, включая всех лидеров забастовки и членов «Промышленных рабочих Великобритании» (Industrial Workers of Great Britain), среди которых был Артур Макманус, позднее ставший первым председателем Коммунистической партии Великобритании. С 1910 по 1914 годы количество забастовок в регионе Клайдсайд значительно выросло, а количество членов Шотландского конгресса тред-юнионов увеличилось со 129 тысяч человек в 1909 году до 230 тысяч человек в 1914 году.
Клайдбанк и Глазго образуют единую городскую территорию, официально называемую агломерацией Глазго-сити (англ. Glasgow City Metropolitan Area). Термины «Глазго», «Большой Глазго» и «Клайдсайд» часто используются как синонимы. Большая часть Клайдбанка пользуется телефонным кодом Глазго (0141), хотя северная и западная части города используют другой код (01389).

## Спорт
В городе есть два полупрофессиональных футбольных клуба: «Клайдбанк» и «Йокер Атлетик». Оба клуба являются членами Шотландской младшей футбольной ассоциации (Scottish Junior Football Association). Ранее «Клайдбанк» был членом Футбольной лиги Шотландии, но в 2002 году прекратил существование под имевшимся названием. В 2003 году был образован новый клуб «Клайдбанк», ставший выступать в младшей футбольной лиге Шотландии. Также в городе есть несколько любительских футбольных команд.
В мае 1969 года был основан регбийный клуб «Клайдбанк» (англ. Clydebank's Rugby Football Club).
В городе есть легкоатлетический клуб «Клайдздейл Хэрриерс» и велосипедный клуб «Ломонд Роудз».

## Транспорт
Город имеет пять железнодорожных станций, автовокзал (автобусные рейсы в Глазго и Дамбартон). Ранее в городе был трамвай (единая трамвайная сеть с Глазго), но в 1962 году трамвайная сеть в Глазго была закрыта.